# Winds
Winds – norweski zespół wykonujący metal progresywny ze znacznym wykorzystaniem pianina oraz instrumentów smyczkowych, przez co ma charakter neoklasyczny. Założycielem i głównym kompozytorem grupy jest Andy Winter, który nawiązał kontakt z pozostałymi członkami i przekonał ich do utworzenia zespołu, częściowo dzięki zaprezentowanemu im minialbumowi Of Entity And Mind. Paul S. i Helge K. Haugen byli muzykami sesyjnymi, uczestniczącymi w nagrywaniu tylko tej płyty.
Teksty zespołu oscylują wokół tematów filozoficznych i egzystencjalnych.

## Dyskografia
- Of Entity and Mind (2001, EP, Avantgarde Music)
- Reflections of the I (2002, The End Records)
- The Imaginary Direction of Time (2004, The End Records)
- Prominence and Demise (2007, The End Records)

## Źródła
- Wywiad z Andym Winterem z 2004 r. (ang.)